# 名探偵コナン コナンと海老蔵 歌舞伎十八番ミステリー
『名探偵コナン コナンと海老蔵 歌舞伎十八番ミステリー』（めいたんていコナン コナンとえびぞう かぶきじゅうはちばんミステリー）は、2016年1月9日・16日の2週連続で、製作局の読売テレビを含む日本テレビ系列にて放送された、テレビアニメ『名探偵コナン』第804話 - 第805話に当たるスペシャル番組。

## 概要
テレビアニメ『名探偵コナン』の放送20周年を記念して製作されたスペシャル番組。放送枠を土曜17:30 - 18:30の1時間枠に拡大し2016年1月9日・16日の2週連続で日本テレビ系列にて放送されたアニメオリジナル作品で、歌舞伎役者の市川海老蔵（現:13代目團十郎、以下作品制作当時に倣い「海老蔵」と記載）が本人役で特別出演してアニメ声優にも初挑戦した。今回の出演に関して海老蔵は「名探偵コナンテレビシリーズ20周年おめでとうございます。そして、今回大好きなコナンくんとの共演ができること、今からとても楽しみにしています。コナンくんに負けないように、一生懸命やらせて頂きますので、ご期待ください」とのコメントを寄せている。
2週連続の1時間スペシャルは、2009年1月19日と翌週26日放送の第521話「殺人犯、工藤新一」及び第522話「新一の正体に蘭の涙」以来およそ7年ぶりであり、アニメオリジナル作品での2週連続1時間スペシャルは史上初となった。また、アニメオリジナルのスペシャルとしては、通算話にカウントされていない『金曜ロードSHOW!』における2時間スペシャルとして2014年12月26日に放送された『名探偵コナン 江戸川コナン失踪事件 〜史上最悪の2日間〜』以来およそ1年ぶりとなる。
本放送に先立ち、2015年11月28日の通常放送から3週連続で「まもなく放送20周年記念！スペシャルプレゼント」と題して視聴者を対象とした電話プレゼントの企画が催され、毎回この電話には海老蔵も出演し、歌舞伎用語の解説を行なっていた。
毎年恒例の新年の挨拶（1月9日放送）には、コナンと共に海老蔵も登場した。ちなみに、レギュラーメンバーの中でコナンしか登場しないのは史上初のことである。
前編の放送時には、コマーシャル前にかつてオープニングテーマやエンディングテーマを複数回担当した倉木麻衣、BREAKERZ、VALSHE、B'zによるアニメ20周年を祝うメッセージなど視聴者に向けたメッセージが挿入された。
関東地区における平均視聴率は、前編が9.1%を、後編が9.4%をそれぞれ記録した。
小説版は2016年1月27日に小学館ジュニア文庫から発売された。

## 製作の開始
テレビシリーズの第1話から脚本に携わっており、劇場版第10作『探偵たちの鎮魂歌』と第11作『紺碧の棺』の脚本も手がけた柏原寛司が脚本を担当し、『ルパン三世』とのクロスオーバー作品である2作品『ルパン三世VS名探偵コナン』と『ルパン三世VS名探偵コナン THE MOVIE』の監督も手がけた亀垣一が前後編を通しての絵コンテと前編の演出を担当した。
2014年秋に読売テレビ東京支社の諏訪道彦のもとへ、彼と長い付き合いのあるベテラン女性声優が松竹プロデューサーの小林敬宜を紹介したことが、本作が企画されるきっかけとなり、原作者や制作会社、各関係者による協力や了承を得て、番組編成やシナリオの完成に至った。

## アフレコ収録
海老蔵がアニメへの出演依頼を受けてくれるかが最初の難関であり、コラボレーションによるメリットを説明した結果、彼本人が『コナン』世界に登場するということで快諾に至ったが、超多忙な海老蔵がアフレコに参加するには、劇場版並みのスケジュール調整が必要となった。
アフレコ当日の午前中、Tシャツに短パン姿というラフなスタイルでスタジオに現れ、簡単な打ち合わせ後に新年の挨拶から収録に入った海老蔵の姿勢と口上を高評した諏訪は「当たり前ですがその口上があまりにホンモノであり、聞いててオーラがこぼれると言うか、すこぶる縁起の良い物と感じられるんですね。海老蔵さんにとってはほぼ毎日やってるような見得や口上でしょうが、やはりバックボーンに何か日本文化を背負ってる気概みたいなものがあると言う事でしょう。」と感想を述べている。その後も諏訪らスタッフが驚くほど自分自身を自然に演じた海老蔵は、前日からの不安を覗かせながらも勉強になったとして声の仕事に音楽性があることや声優たちの苦しみにも触れたうえで、「歌舞伎十八番の『七つ面』が題材と聞いた時に、これは引き受けざるを得ないなという気持ちになりました。コナンのお仕事としても、歌舞伎のお仕事としても2つの方面で良いお話を頂戴したと思いました。」と感想を述べている。
海老蔵のためのアフレコスケジュールは2日用意されていたが、彼は収録中の打ち合わせ時間を休憩に充てるので充分だと、実質的に無休憩で挑み、初日の午後6時に収録を終えた。これは普通の声優と同様の速さであり、諏訪は4時間以上の歌舞伎公演を1日2回こなす海老蔵の体力を強く感じた。アフレコの2日後、海老蔵はスーツ姿で登場してマスコミ取材を受けたが、この日も想定の約半分の時間で要件をこなした彼を、諏訪は「日常から何事にも集中して全力投球している所以でしょうか」と高評している。
なお、海老蔵の声優としての初演技はTwitterなどのインターネット上でも話題になったほか、妻の小林麻央からは褒められたそうである。

## ストーリー
少年探偵団と共に公園でサッカーに興じていた江戸川コナンは、ブレーキオイルの漏れた暴走車に気付き、その車を止めて事故を防ぐ。その車の運転手であるトレーディング会社社長の細尾拓也は、歌舞伎役者の市川海老蔵が来月上演する公演「七つ面」で使用する予定の「二表（）の面」を、海老蔵へ渡しに行く途中だった。歌舞伎座では「七つ面」の稽古が行われており、海老蔵は細尾らに同行して来た毛利蘭やコナンの自己紹介から毛利小五郎の存在に気付き、ミステリーファンであることを告白して特別に稽古の見学を許可する。
翌朝、早くに歌舞伎座を訪れた頭取の薮崎由幸が「二表の面」を盗まれたことに気付くと同時に、細尾の秘書である高橋鈞の遺体も別の場所で首を絞められた状態で、空になった「二表の面」のケースと共に発見される。細尾の死が事件か事故かは判然としないが、コナンはこれらの犯行が歌舞伎関係者のものではないかと推理し、ミステリーファンの海老蔵はコナンに協力して事件の解決に乗り出す。その後、単独で捜査を行うことになったコナンは、カメラマンの金子英司に呼び出された場所で、何者かに連れ去られてしまう。
目を覚ましたコナンは、自分が解体工事中のビルの地下に居ることに気付いて助けを呼ぼうとするが、騒音で誰にも気付かれないうえ、地下なので探偵団バッジも通じない。その頃、歌舞伎座では小五郎と警視庁の刑事たちが関係者に事情聴取を行なっていた。そこに蘭から連絡が入り、コナンが行方不明になっていることを知らされた海老蔵は、蘭たちのもとへ向かう。蘭や少年探偵団と合流した海老蔵は、灰原哀からコナンの携帯電話の発信履歴で最後に残っていた電話番号に合致する知人を検索するよう言われ、金子に当たる。まもなく、地下室の壁に穴を開けることに成功したコナンから探偵団バッジに連絡が入り、近くで工事中のビルへ向かった海老蔵たちはコナンを発見して救出する。コナンは遅れを取り戻すために灰原の協力を得ながら捜査を進め、事件の真相に辿り着く。
翌日、事件の関係者全員が集められた歌舞伎座では眠りの小五郎による推理ショーが始まり、すべての犯行が細尾によるものであることが明かされた。

## 登場人物

### レギュラーキャラクター
- 江戸川コナン - 高山みなみ
- 灰原哀 - 林原めぐみ
- 毛利蘭 - 山崎和佳奈
- 毛利小五郎 - 小山力也
- 鈴木園子 - 松井菜桜子
- 目暮十三 - 茶風林
- 高木刑事 - 高木渉
- 白鳥任三郎 - 井上和彦
- 千葉刑事 - 千葉一伸[注 4]
- 吉田歩美 - 岩居由希子
- 小嶋元太 - 高木渉
- 円谷光彦 - 大谷育江
- 中森銀三 - 台詞なし[注 5]

### ゲストキャラクター

#### スペシャルゲスト
市川 海老蔵（いちかわ えびぞう）
声 - 市川海老蔵
歌舞伎役者。38歳。
現在の歌舞伎界が誇る若手トップスターで、歌舞伎座「七つ面」公演の主演を務める。コナンの事は「キッドキラー」としての新聞記事などを見て、かねてより意識しており、その天才的な頭脳を見抜くなど、人を見抜く力も優れている。本人も推理関係のものを好んでおり、日本一の名探偵として有名な「眠りの小五郎」の大ファンである。一連の記事関係からコナンが小五郎と同居している事や、小五郎の娘である蘭の名前も知っていた。一方で鈴木財閥関係で何度か会食したことがある園子の事はよく覚えていない。前編ではコナンと共に事件の解決を目指そうとするが、大切な大舞台を控えた身であると同時に、仲間を疑うのは辛いだろうと判断したコナンの気遣いにより、途中で捜査から外れる。後編では犯人の手により、解体工事中のビルの地下に閉じ込められてしまったコナンの危機を救うため、歌舞伎の稽古で鍛えられた喉を用いて大声を放ち、工事を中断させて救出するなどの大活躍を見せた。
実在の11代目市川海老蔵本人。本作の主人公の1人であり、新年の挨拶にもコナンと共に登場した。また、前後編の両方で海老蔵が実写で登場し、ストーリーの紹介を行なっている。

#### 容疑者
薮崎 由幸（やぶさき よしゆき）
声 - 菅生隆之
歌舞伎座「七つ面」公演の頭取。57歳。
本公演の責任者。細尾社長の乗用車が何者かに細工された事件の捜査のため、歌舞伎座にやってきたコナン一行を最初に出迎えた。人当たりの良い人物で、歌舞伎で使用される貴重な品の管理を任されているなど周囲からも信頼されている。細尾から運ばれてきた「二表の面」を受け取り、歌舞伎座にあるロッカーの中に保管していたが、翌朝になって歌舞伎座を訪れた際には、何者かにロッカーを破壊されており、面の入った箱が盗難されていることに気付いて警察に通報した。
岩見 進之介（いわみ しんのすけ）
声 - うえだゆうじ
劇作家。29歳。
痩せ型で神経質な性格。今回公演する「七つ面」の脚本を海老蔵の抜擢により担当しており、そのプレッシャーから稽古中に体調を崩してしまい、搬送先の保亜路病院でも自殺未遂を繰り返している。夜中に歌舞伎座を訪れていたところを金子に撮られてしまい、その写真を証拠に面を盗んだのだろうと思われ、彼から金銭の要求を受ける。入院から数日後、海老蔵らが奮闘している中で自分だけ入院しているわけにはいかないと、現場に復帰して自らの仕事を果たすことを誓う。
箕輪 卓三（みのわ たくぞう）
声 - 星野充昭
歌舞伎座守衛。55歳。
警備担当者。薮崎頭取と共に「二表の面」盗難事件の発見者となる警備担当者だが、過剰なほど心配性な性格で、事件の関係者全員から指紋を取っている警察に不信感を抱き、自身が容疑者として疑われているのではないかと、コナンに対し疑心暗鬼な発言を取っていた。そのため、コナンや白鳥から、捜査の進展のために全員を調査しているだけなので落ち着くように言われる。しかし、後日になっても心配していたらしく、このままでは眠れないとコナンに泣き言を繰り返していた。
金子 英司（かねこ えいじ）
声 - 成田剣
カメラマン。37歳。
歌舞伎座公演前のリハーサルを取材しており、初披露された「二表の面」の写真を撮影していた。常に嫌味な口調で喋り、周囲に何かと突っかかる。金銭を要求するために都合の良い写真を使用するなど、トラブルを多数抱えていた。岩見進之介が入院している病院にやってきたコナンにも取材をしながら首を突っ込まないほうが賢明だと忠告する。捜査中はコナンに最も怪しまれていたが、何者かに閉じ込められたコナンが寝る解体工事中のビルで他殺死体となって発見される。
細尾 拓也（ほそお たくや）
声 - 津田英三
HOホールディングス社長。47歳。
歌舞伎座で使用する「二表の面」を海老蔵に運ぶ仕事を担っている。その面を運んでいた車が何者かに細工され命の危険に晒されるが、間一髪のところでコナンに助けられ、一同を今回の舞台となる歌舞伎座に連れてくる。普段は紳士的だが社員との関係は良好とはいえず、稀に高圧的な言動も見せる。秘書の高橋鈞が殺害されたことで、再び犯人に命を狙われる危険から小五郎に護衛を任せる。普段は高級住宅に住んでおり、自宅ガレージには監視カメラが設置されている。
潮路 ゆかり（しおじ ゆかり）
声 - 櫻井智
HOホールディングス経理担当秘書。32歳。
経理の担当をしている女性社員。恋人関係にあった高橋鈞の殺害現場にやってきた際には、彼を失ったショックから号泣していた。また、犯行現場で良い香りがしたため、小五郎から「潮路かおり」と名前を間違えて覚えられており、呼ばれる度に訂正を入れていた。また、露骨に誘われたこともあって、小五郎を睨みつけながら嫌悪感を顕わにしていた。細尾に命じられて「二表の面」のレプリカを作るが、恋人の高橋が保険金目的で殺害されたことを知り、警察に自白する。
高橋 鈞（たかはし ひとし）
声 - 加瀬康之
細尾社長秘書。40歳。
細尾拓也の秘書で、同じ会社に勤務している潮路ゆかりの交際相手。細尾の乗る車が細工されて暴走した際には、車のあるガレージに最後まで残っていたが、特に変わったところはなかったと証言した。車の大破後、細尾を自身の車で歌舞伎座まで送り届けたが、翌朝になって、絞殺体となって発見される。捜査の段階では、ラジエーターの電動ファンに紐が巻かれていた状態で発見されており、他殺か自殺か判断できない状況であったが、何者かの犯行であったことが後に判明する。

#### 病院関係者
菊池 彰太（きくち しょうた）
声 - 鳥海勝美
保亜路病院の医師。岩見の診察と治療を担当している。岩見が病室の窓から自殺未遂を繰り返しているため警戒しており、「またか」と発言していた。
坂口 春美（さかぐち はるみ）
声 - 伊藤静
保亜路病院の看護師。海老蔵のファンであり、病院の屋上で本人からサインをもらっていた。岩見の自殺を何度も止めていることを証言する。
受付
声 - 姫野惠二
保亜路病院の受付係。コナンと変装のためサングラスを着用していた海老蔵が、岩見のいる病室を訪ねた際に、受付を担当していた男性従業員。

#### 工事関係者
現場監督
声 - 宇垣秀成
コナンが地下に閉じ込められていた解体工事中のビルの現場監督。海老蔵に工事中止を要請され驚くが、事情を聞いてからはコナン救出に全力を尽くす。
作業員
声 - 鳥海勝美、姫野惠二
コナンが地下に閉じ込められていた解体工事中のビルの現場作業員。コナンが中にいることを知らないまま解体作業を始めてしまうが、事情を聞いてからは監督の指示に従ってコナン救出に協力する。

## 音楽
オープニングテーマ「羽」
歌・作詞・作曲 - 稲葉浩志 / 編曲 - 稲葉浩志・徳永暁人
エンディングテーマ「運命のルーレット廻して」
作詞 - 坂井泉水 / 作曲 - 栗林誠一郎 / 編曲 - 池田大介 / 歌 - La PomPon
ZARDによる同名の曲のカバー。

## スタッフ
- 原作 - 青山剛昌
- 企画 - 諏訪道彦
- キャラクターデザイン - 須藤昌朋、岩井伸之
- 美術監督 - 東潤一
- 撮影監督 - 小川隆久
- 音響監督 - 浦上慶子、浦上靖之
- 音楽 - 大野克夫
- 編集 - 岡田輝満
- ストーリーエディター - 飯岡順一
- 色彩設計 - 海鋒重信
- 制作担当 - 藤堂真孝
- プロデューサー - 米倉功人、寺島清晃
- アソシエイトプロデューサー - 近藤秀峰
- チーフプロデューサー - 諏訪道彦、石山桂一
- 監督 - 山本泰一郎
- 脚本 - 柏原寛司
- 絵コンテ - 亀垣一
- 演出 - 亀垣一（前編） / 山本泰一郎（後編）
- 作画監修 - 須藤昌朋、牟田清司
- 作画監督 - 大友健一、広中千恵美、佐々木恵子（前編） / 岩井伸之（後編）
- 作画監督補佐 - 井元愛夕（後編）
- デザインワークス - 宍戸久美子
- 動画検査 - 谷口昌彦、川崎真穂（前編） / 奥本静香（後編）
- 色指定・仕上検査 - 清水美紀（前編） / 大本真希（後編）
- 特殊効果 - 林好美
- 美術設定 - 高橋武之
- 美術 - 居垣宏
- ミキサー - 田口信孝
- 音響効果 - 横山正和、横山亜紀
- 音響制作デスク - 太田恵理子
- 広報 - 乙部恭子、藤生朋子
- タイトル - 田上淑子
- 文芸担当 - 小宅由貴恵、黒柳尚己
- 設定制作 - 下村弘樹、田村麻衣
- 制作進行 - 安部祐二郎、松田千里（前編） / 坂井広樹、中根明日香（後編）
- 協力 - 松竹株式会社、歌舞伎座・新橋演舞場、公益財団法人松竹大谷図書館、松竹ショウビズスタジオ株式会社
- アニメーション制作 - V1Studio
- 製作 - ytv、トムス・エンタテイメント

## 制作協力
製作に際し、松竹株式会社、歌舞伎座・新橋演舞場、公益財団法人松竹大谷図書館、松竹ショウビズスタジオ株式会社の全面協力を得ている。劇中で海老蔵は歌舞伎十八番の1つ「七つ面」を演じ、「二表（）の面」がストーリーの主軸となっているが、彼は2016年1月3日から24日にかけて実際に新橋演舞場で「七つ面」を演じている。なお、劇中で「二表の面」と呼ばれている面は、実際には「双面（）の面」である。